# Malthinus temperei
Malthinus temperei es una especie de coleóptero de la familia Cantharidae.

## Distribución geográfica
Habita en Corcega (Francia).